# 船迫大雅
船迫 大雅（ふなばさま ひろまさ、1996年10月16日 - ）は、宮城県刈田郡蔵王町出身のプロ野球選手（投手）。右投左打。読売ジャイアンツ所属。

## 経歴

### プロ入り前
蔵王町立永野小学校で3年生の時に野球を始め、蔵王町立円田中学校では軟式野球部に所属していた。また、小学4年生の時には野球教室で原辰徳と初対面したと語っている。
聖光学院高等学校に進学後、チームは2年春の第85回記念選抜高等学校野球大会、夏の第95回全国高等学校野球選手権大会に出場したが、自身はベンチ外だった。3年夏に出場した第96回全国高等学校野球選手権大会ではエースとして活躍し、チーム史上初となる1大会3勝を挙げてのベスト8進出に貢献した。同学年に八百板卓丸、1学年上に園部聡、1学年下に佐藤都志也がいた。
東日本国際大学に進学し、1年春からベンチ入り。リーグ戦通算で44試合に登板した。
大学卒業後は西濃運輸株式会社に入社（2022年ドラフト指名時は西濃産業株式会社に出向中）し、西濃運輸硬式野球部で1年目から公式戦に登板した。
3年目の2021年には第92回都市対抗野球大会に出場し、日本製鉄かずさマジックとの1回戦で自己最速を更新する150km/hを記録した。
2022年10月20日に行われたドラフト会議にて、読売ジャイアンツから5位指名を受け、11月17日に、契約金4000万円、年俸800万円（金額は推定）で球団と仮契約を結んだ。背番号は58。担当スカウトは木佐貫洋。

### 巨人時代
2023年はルーキーながら開幕一軍入りすると、開幕戦となった3月31日の中日ドラゴンズ戦（東京ドーム）で8回に初登板し、3者連続三振で1回無失点に抑えた。しかし、その後は4試合で2回2/3を投げ3安打3失点と振るわず4月11日に登録を抹消された。二軍での調整を経て7月15日に再登録されると、7月28日の中日戦（東京ドーム）で4回から救援登板し、1回2/3を1安打無失点に抑えプロ初勝利を記録した。最終的に36試合に救援登板し、3勝1敗8ホールド、防御率2.70を記録、投球回は30と翌年の新人王資格を残した。11月29日、1500万円増となる推定年俸2300万円で契約を更改した。
2024年は、オープン戦期間に二軍降格があったものの開幕一軍に登録される。8月3日のヤクルトスワローズ戦（東京ドーム）では救援ながら5回裏の一死満塁の場面でプロ入り後初の打席に立つと、犠牲フライを放ちプロ初打点を記録した。シーズンを通して51試合に登板、4勝0敗22ホールド・防御率2.37を記録するとともに、全試合のベンチ入りを果たした。11月26日、新人王を受賞した。12月4日に3300万円増となる推定年俸5600万円で契約を更改した。

## 選手としての特徴
高校2年生の時に監督から助言を受けてサイドスローに転向した。このサイドスローから繰り出す最速150km/hのストレート、曲がりの大きいスライダーを交えて打ち取っていく力投型である。
また、サイドスロー転向後は林昌勇の投球フォームに惹かれて参考にしていたと語っている。

## 人物
愛称は「バサマ」。
「船迫」（ふなばさま）という名字は珍しく、全国に約660人しかいないとされる。
幼少期から巨人ファンで、上原浩治に憧れていた。
26歳でのドラフト指名は、巨人では1972年の山本和雄や翌2023年の森田駿哉と並び球団史上最年長。ただし、森田は27歳を迎える年度でのドラフト指名であるため、実質的には森田が球団史上最年長指名となる。
2024年シーズン中に、大阪府出身22歳の一般女性と入籍している。

## 詳細情報

### 年度別投手成績
| 年 度     | 球 団     | 登 板 | 先 発 | 完 投 | 完 封 | 無 四 球 | 勝 利 | 敗 戦 | セ 丨 ブ | ホ 丨 ル ド | 勝 率 | 打 者 | 投 球 回 | 被 安 打 | 被 本 塁 打 | 与 四 球 | 敬 遠 | 与 死 球 | 奪 三 振 | 暴 投 | ボ 丨 ク | 失 点 | 自 責 点 | 防 御 率 | W H I P |
| --------- | --------- | ----- | ----- | ----- | ----- | -------- | ----- | ----- | -------- | ----------- | ----- | ----- | -------- | -------- | ----------- | -------- | ----- | -------- | -------- | ----- | -------- | ----- | -------- | -------- | ------- |
| 2023      | 巨人      | 36    | 0     | 0     | 0     | 0        | 3     | 1     | 0        | 8           | .750  | 118   | 30.0     | 21       | 3           | 8        | 0     | 3        | 33       | 2     | 0        | 9     | 9        | 2.70     | 0.97    |
| 2024      | 巨人      | 51    | 0     | 0     | 0     | 0        | 4     | 0     | 0        | 22          | 1.000 | 150   | 38.0     | 28       | 4           | 8        | 2     | 3        | 23       | 0     | 0        | 12    | 10       | 2.37     | 0.95    |
| 通算：2年 | 通算：2年 | 87    | 0     | 0     | 0     | 0        | 7     | 1     | 0        | 30          | .875  | 268   | 68.0     | 49       | 7           | 16       | 2     | 6        | 56       | 2     | 0        | 21    | 19       | 2.51     | 0.96    |

- 2024年度シーズン終了時

### 年度別守備成績
| 年 度 | 球 団 | 投手  | 投手  | 投手  | 投手  | 投手  | 投手     |
| 年 度 | 球 団 | 試 合 | 刺 殺 | 補 殺 | 失 策 | 併 殺 | 守 備 率 |
| ----- | ----- | ----- | ----- | ----- | ----- | ----- | -------- |
| 2023  | 巨人  | 36    | 1     | 2     | 0     | 0     | 1.000    |
| 2024  | 巨人  | 51    | 4     | 6     | 0     | 0     | 1.000    |
| 通算  | 通算  | 87    | 5     | 8     | 0     | 0     | 1.000    |

- 2024年度シーズン終了時

### 表彰
- 新人王（2024年）[22]

### 記録
初記録
投手記録
- 初登板：2023年3月31日、対中日ドラゴンズ1回戦（東京ドーム）、8回表に3番手で救援登板、1回無失点[12]
- 初奪三振：同上、8回表にアリスティデス・アキーノから見逃し三振[12]
- 初ホールド：2023年7月26日、対阪神タイガース13回戦（阪神甲子園球場）、6回裏に2番手で救援登板、2/3回1失点
- 初勝利：2023年7月28日、対中日ドラゴンズ14回戦（東京ドーム）、4回表に2番手で救援登板、1回2/3を無失点[29]

打撃記録
- 初打席・初打点：2024年8月3日、対東京ヤクルトスワローズ16回戦（東京ドーム）、5回裏に星知弥から中犠飛[30]

### 背番号
- 58（2023年[9] - ）